# علی بی‌لی (تووز)
علی‌بی‌لی (به لاتین: Əlibəyli) یک منطقه مسکونی در جمهوری آذربایجان است که در شهرستان تووز واقع شده است. علی‌بی‌لی ۲۴۹۷ نفر جمعیت دارد.